# Inventario federale delle zone palustri di particolare bellezza e d'importanza nazionale
L'Inventario federale delle zone palustri di particolare bellezza e d'importanza nazionale (in tedesco Bundesinventar der Moorlandschaften von besonderer Schönheit und von nationaler Bedeutung, in francese Inventaire fédéral des sites marécageux d’une beauté particulière et d’importance nationale, in romancio Inventari federal da las cuntradas da palì da bellezza speziala e d’impurtanza naziunala) è una lista stilata dal governo svizzero per designare le zone palustri di maggior pregio.

## Storia
(Costituzione federale della Confederazione Svizzera, Articolo 78, comma 5)
L'inventario ha avuto la sua base legale nel 1987 con l'approvazione dell'iniziativa popolare Per la protezione delle paludi, che ha sancito la protezione delle zone palustri nella Costituzione federale Svizzera La compilazione dell'inventario, avvenuta da parte della Hintermann & Weber AG su incarico del Dipartimento federale dell'interno, è cominciata a febbraio 1989 e si è conclusa il 28 febbraio 1991. La lista è stata pubblicata per la prima volta il 1º maggio 1996 nell'Ordinanza sulla protezione delle zone palustri di particolare bellezza e di importanza nazionale, inizialmente con 88 oggetti. Revisioni dell'inventario sono avvenute nel 2001, 2004, 2007, 2015 e 2017. Dalla revisione del 2004 è stato aggiunto un ulteriore oggetto per un totale di 89.